# Marina Ovseannikova
Marina Ovseannikova (în rusă Марина Овсянникова, născută Tkaciuk; n. 19 iunie 1978, Odesa, RSS Ucraineană, URSS) este o producătoare de televiziune rusă, angajată a postului de televiziune Pervîi Kanal din Rusia. A devenit celebră print-un protest în direct împotriva invaziei ruse în Ucraina.

## Biografie
Ovseannikova are origini ruse și ucrainene. Conform propriilor postări pe rețelele de socializare, a absolvit Universitatea de Stat din Kuban și Academia Prezidențială Rusă de Economie Națională și Administrare Publică⁠(d).

### Protest împotriva războiului
La 14 martie 2022, în timpul transmisiunii în direct a principalului buletin de știri al țării „Vremea⁠(d)”, prezentat de Ekaterina Andreeva la Pervîi Kanal, Ovseannikova a dat buzna în studiou, în spatele pupitrului prezentatoarei, ținând în mână o pancartă cu un mesaj în limba rusă (însoțit de fraze în engleză): „No war. Opriți lupta. Nu credeți propaganda. Aici sunteți mințiti. Russians against war” și exclamând în rusă „Opriți războiul, nu războiului”. Emisiunea, care la acel moment difuza un material de știri referitor la invazia Rusiei în Ucraina, a fost întreruptă, iar Ovseannikova a fost reținută de poliție. Înregistrarea emisiunii nu este disponibilă pentru descărcare, lucru neobișnuit pentru acest canal TV. Cu puțin timp înainte, ea postase pe rețelele online de socializare un videoclip în care declara că îi este „rușine să lucreze pentru propaganda Kremlinului”.